# Marsdenia villosa
Marsdenia villosa là một loài thực vật có hoa trong họ La bố ma. Loài này được (Miq.) Hassk. mô tả khoa học đầu tiên năm 1843.